# エドウィ
エドウィ公平王（Edwy All-Fairまたはエドウィッジ、エアドウィグ Eadwig, 941年? - 959年10月1日）はイングランド王（在位：955年11月23日 - 959年10月1日）。

## 生涯
エドマンド1世と聖者エルギヴァの子。イングランド王エドレッドの死後、貴族たちによって次のイングランド王に選ばれた。その短い統治期は、一族、大豪士（Thegn）、それにとりわけ聖ドゥンスタンとカンタベリー大主教オード（Odo）が指導するカトリック教会との争いが続いた。